# Gustav-Landauer-Bibliothek Witten

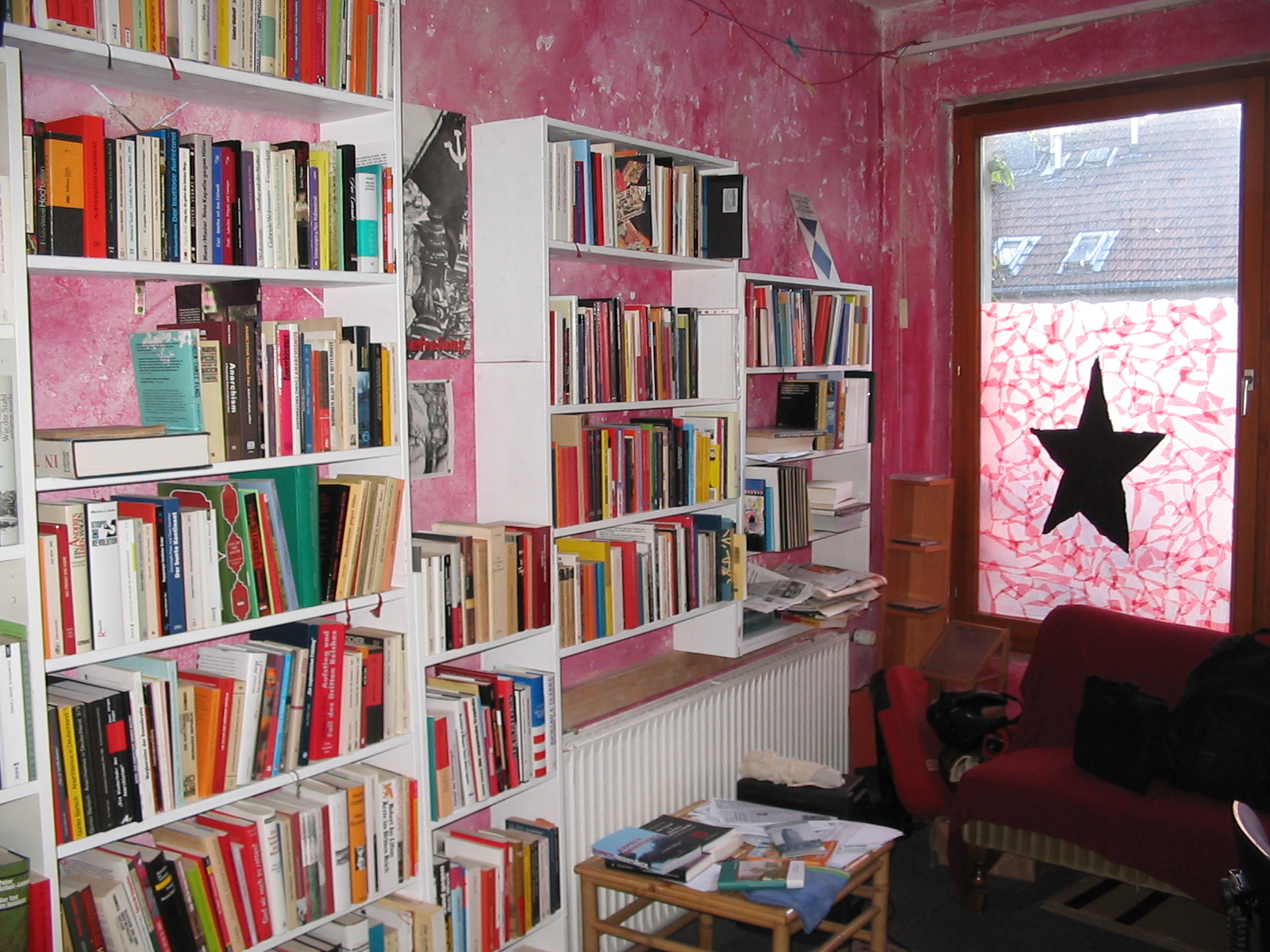
Gustav-Landauer-Bibliothek Witten

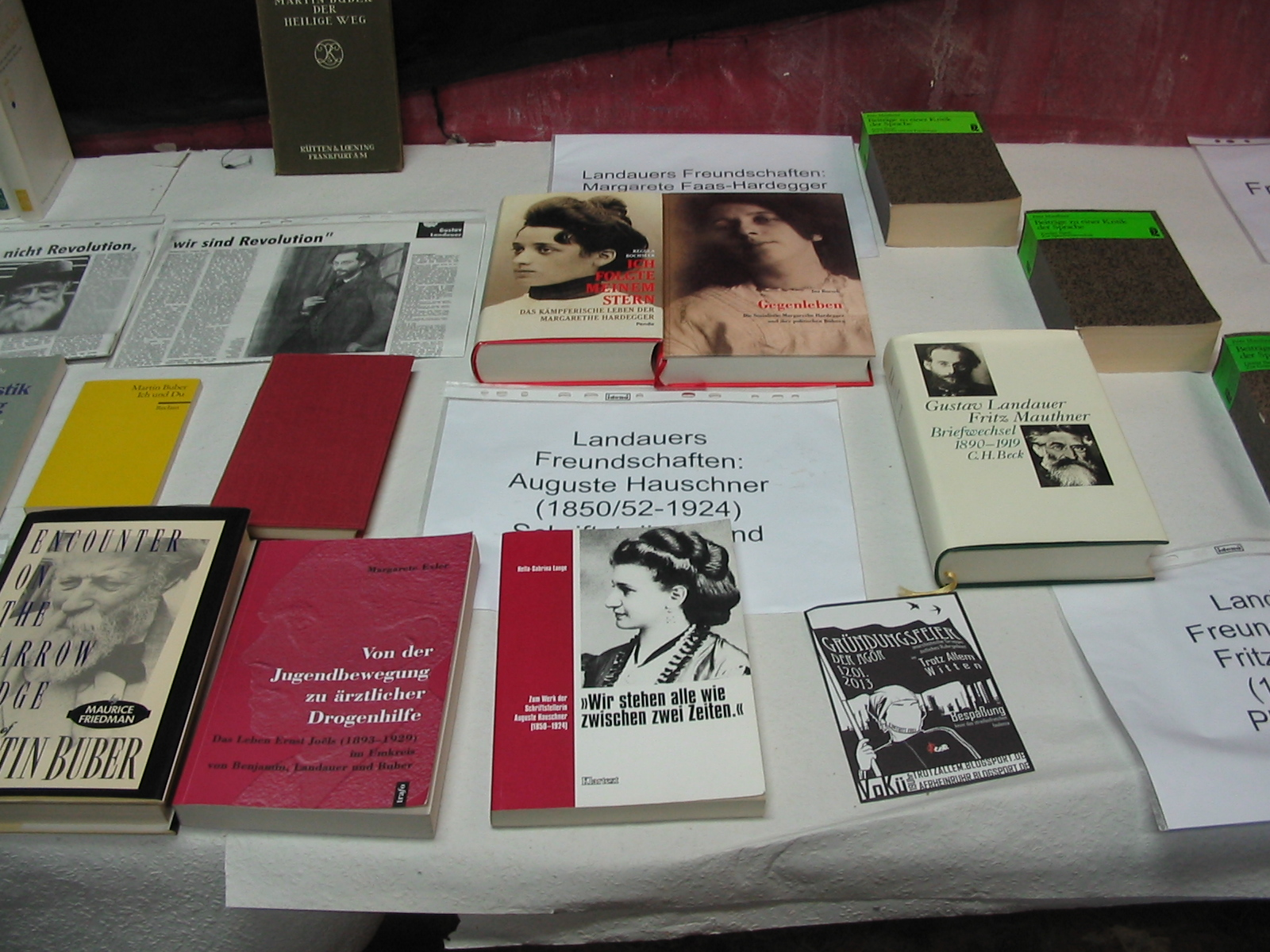
Gustav-Landauer-Buchausstellung

Die Gustav-Landauer-Bibliothek Witten (GLBW) ist eine Spezialbibliothek in Witten.

## Geschichte
Die Gustav-Landauer-Bibliothek wurde 2011 im Soziokulturellen Zentrum Trotz Allem innerhalb des damaligen Infoladens gegründet. Der Name bezieht sich auf den Theoretiker und Vordenker des Anarchismus Gustav Landauer. Grundlage der Sammlung war eine große Bücherspende zum 100. Todestag des russischen Schriftstellers und Anarchopazifisten Lew Nikolajewitsch Tolstoi 2010. Es folgten weitere Buchspenden. 2012 organisierte das Trotz Allem in Kooperation mit der Deutsch-Israelischen Gesellschaft Witten einen Vortrag des Herausgebers der Ausgewählten Schriften Landauers, Siegbert Wolf, zu „Philosophie und Judentum bei Gustav Landauer“, in deren Rahmen auch eine Buchausstellung der Gustav-Landauer-Bibliothek zu Leben und Werk Gustav Landauers präsentiert wurde.
Im Dezember 2014 feierte die Gustav-Landauer-Bibliothek ihr dreijähriges Bestehen mit einem Wochenende mit Vorträgen zu verschiedenen Aspekten des Lebens Gustav Landauers von Tilman Leder, Corinna Kaiser und Frank Pfeiffer.

## Ausrichtung der Sammlung
Schwerpunkt der Sammlung der Gustav-Landauer-Bibliothek sind Publikationen, die innerhalb des links-alternativen Spektrums verbreitet, gelesen und diskutiert wurden. Es finden sich dort u. a. die Themen Antifaschismus, Gender, Freie Pädagogik, Friedenspolitik, Ökologie, Ökonomie, politische Entwicklungen in den verschiedenen Ländern der Welt und die Lehren klassischer und aktueller Theoretikerinnen und Theoretiker.